# Inginerie alimentară

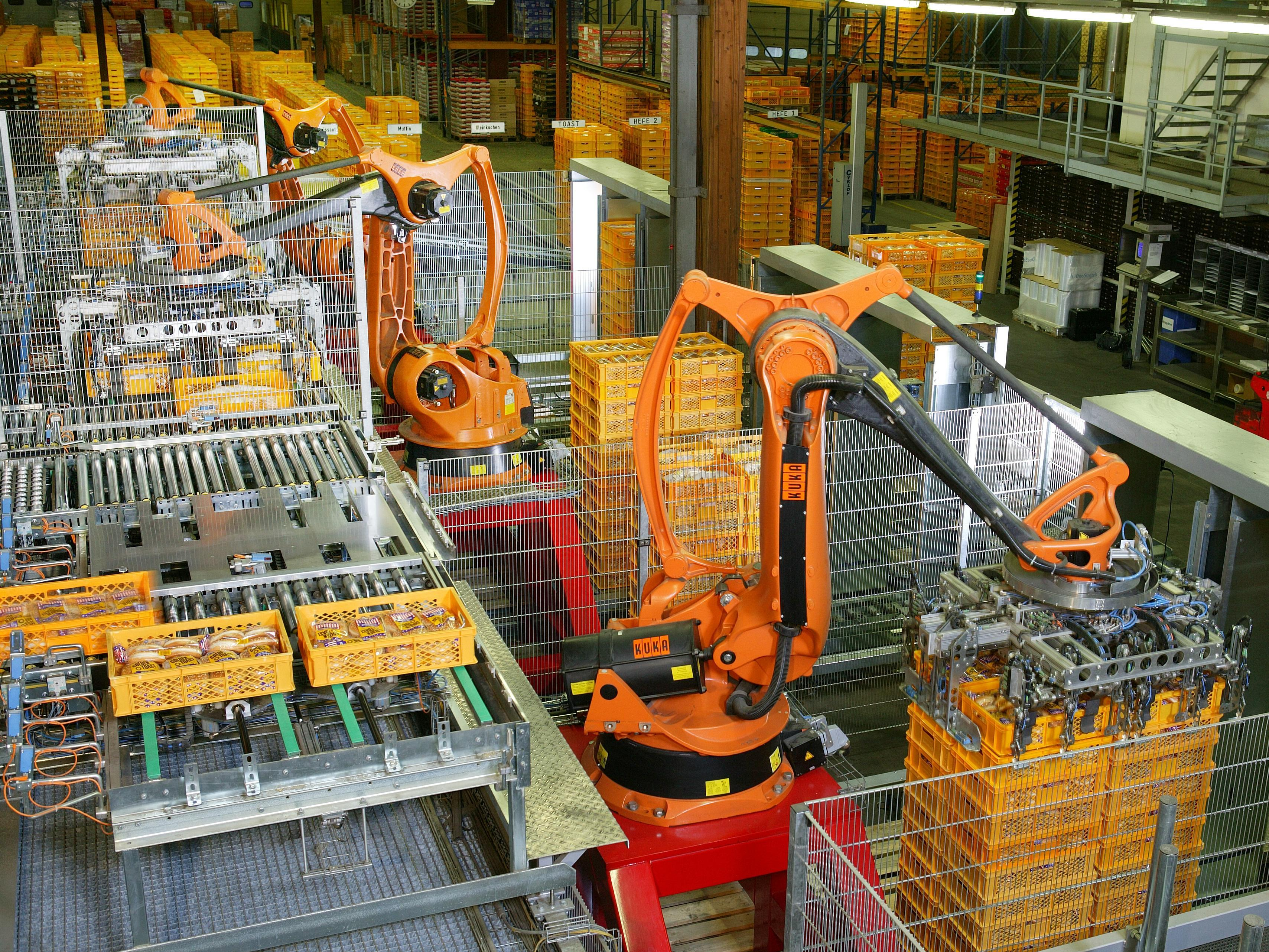
Fabrică de pâine din Germania

Ingineria alimentară este un domeniu științific, academic și profesional care interpretează și aplică principiile ingineriei, științei și matematicii la fabricarea și operațiunile alimentare, inclusiv prelucrarea, producția, manipularea, depozitarea, conservarea, controlul, ambalarea și distribuția produselor alimentare. Având în vedere dependența sa de știința alimentației și de un domeniu mai larg de discipline de inginerie cum ar fi ingineria electrică, mecanică, civilă, chimică, industrială și agricolă, ingineria alimentară este considerată un domeniu multidisciplinar și specializat.
Datorită naturii complexe a materiilor prime pentru alimente, ingineria alimentară combină și studiul unor concepte chimice și fizice specifice cum ar fi [biochimie|biochimia]], microbiologia, chimia alimentară, termodinamica, fenomenele de transport, reologia și transferul de căldură. Inginerii din industria alimentară aplică aceste cunoștințe la proiectarea, producția și comercializarea rentabile ale ingredientelor și alimentelor durabile, sigure, hrănitoare, sănătoase, apetisante, accesibile și de înaltă calitate, precum și la dezvoltarea sistemelor alimentare, a utilajelor și a instrumentelor.

## Istoric
Deși ingineria alimentară este un domeniu de studiu relativ recent și în evoluție, se bazează pe concepte și activități stabilite de mult timp. Obiectivul tradițional al ingineriei alimentare a fost conservarea, care a implicat stabilizarea și sterilizarea alimentelor, prevenirea deteriorării și conservarea nutrienților din alimente pentru perioade lungi de timp. Activitățile tradiționale mai specifice includ deshidratarea și concentrarea alimentelor, ambalarea de protecție, conservarea și liofilizarea. Dezvoltarea tehnologiilor alimentare a fost puternic influențată și urgentată de războaie și călătoriile lungi, inclusiv misiuni spațiale, unde alimentele cu durată lungă de păstrare și hrănitoare au fost esențiale pentru supraviețuire. Alte activități cu vechime includ procesele de măcinare, depozitare și fermentare. Deși mai multe activități tradiționale rămân de actualitate și formează baza tehnologiilor și inovațiilor de astăzi, accentul in ingineria alimentară s-a mutat recent pe calitatea alimentelor, siguranță, gust, sănătate și sustenabilitate.

## Aplicații și practici
Următoarele sunt câteva dintre aplicațiile și practicile utilizate în ingineria alimentară pentru a produce alimente sigure, sănătoase, gustoase și sustenabile :

### Refrigerare și congelare

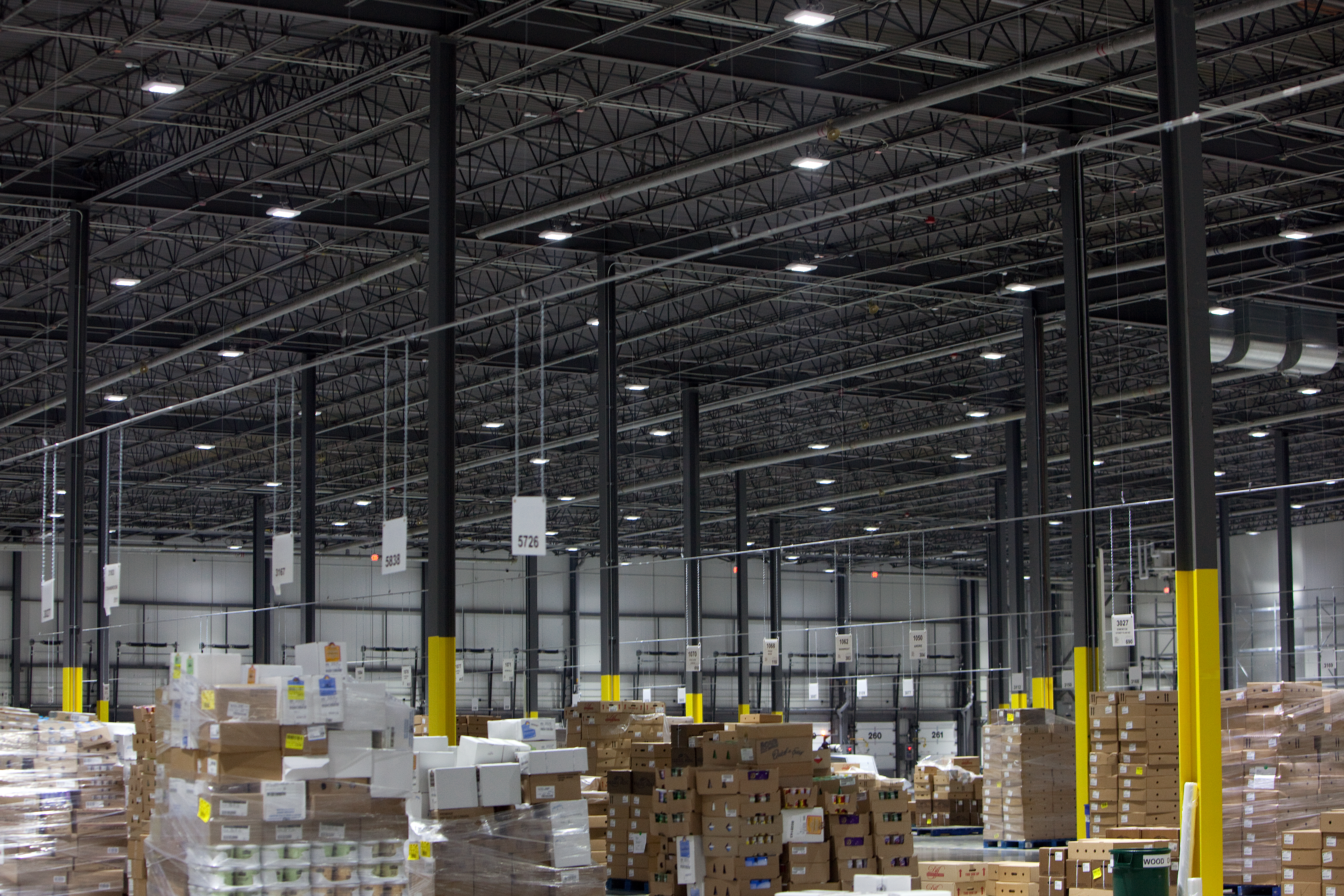
Centru de distribuție alimente cu tehnologii de răcire

Obiectivul principal al refrigerării și/sau congelării alimentelor este conservarea calității și siguranței produselor alimentare. Refrigerarea și congelarea contribuie la conservarea alimentelor perisabile și la conservarea unor factori de calitate a alimentelor cum ar fi aspectul vizual, textura, gustul, aroma și conținutul nutrițional. Congelarea alimentelor încetinește creșterea bacteriilor care ar putea dăuna consumatorilor.

### Evaporare
Evaporarea este utilizată pentru preconcentrarea, creșterea conținutului de substanțe solide, schimbarea culorii și reducerea conținutului de apă al produselor alimentare și lichide. Acest proces este întâlnit mai ales la prelucrarea laptelui, a derivaților de amidon, a cafelei, a sucurilor de fructe, a pastelor și concentratelor de legume, a condimentelor, sosurilor, zahărului și uleiului comestibil. Evaporarea este, de asemenea, utilizată în procesele de deshidratare a alimentelor. Scopul deshidratării este de a preveni dezvoltarea mucegaiurilor în alimente, care se dezvoltă numai în prezența umidității. Acest proces poate fi aplicat legumelor, fructelor, cărnii și peștelui, de exemplu.

### Ambalare
Tehnologiile de ambalare a alimentelor sunt utilizate pentru a prelungi perioada de valabilitate a produselor, pentru a stabiliza alimentele (pentru a păstra gustul, aspectul și calitatea) și pentru a menține alimentele curate, protejate și atractive pentru consumator. Acest lucru poate fi realizat, de exemplu, prin ambalarea alimentelor în conserve și borcane. Deoarece producția de alimente generează cantități mari de deșeuri, multe companii trec la ambalaje ecologice pentru a proteja mediul și a atrage atenția consumatorilor preocupați de mediu. Unele tipuri de ambalaje ecologice includ materiale plastice fabricate din porumb sau cartofi, produse din plastic și hârtie biodegradabile care se dezintegrează și unele cu conținut reciclat. Pe lângă faptul că trecerea la ambalaje ecologice are efecte pozitive asupra mediului, multe companii găsesc și alte beneficii, cum ar fi reducerea excesului de material de ambalare, contribuind la atragerea și păstrarea clienților și arătând că companiile sunt preocupate de protecția mediului.

### Energie pentru prelucrarea alimentelor
Pentru a crește durabilitatea procesării alimentelor, este nevoie de eficiență energetică și de recuperarea căldurii reziduale. Înlocuirea proceselor alimentare convenționale mari consumatoare de energie cu noi tehnologii, cum ar fi ciclurile termodinamice și procesele de încălzire non-termică, oferă un alt potențial de reducere a consumului de energie, de reducere a costurilor de producție și de îmbunătățire a durabilității în producția alimentară.

### Transferul de căldură în procesarea alimentelor
Transferul de căldură este important în procesarea aproape a fiecărui produs alimentar comercializat și este important pentru păstrarea calităților igienice, nutriționale și senzoriale ale alimentelor. Metodele de transfer termic includ inducția, convecția și radiația. Aceste metode sunt utilizate pentru a crea variații ale proprietăților fizice ale alimentelor la congelare, coacere sau prăjire, precum și la aplicarea încălzirii ohmice sau a radiațiilor infraroșii asupra alimentelor. Aceste instrumente permit inginerilor din industria alimentară să inoveze în crearea și transformarea produselor alimentare.

### Sisteme de management a siguranței alimentare (FSMS)
Un sistem de management al siguranței alimentare (FSMS) este „o abordare sistematică a controlului pericolelor legate de siguranța alimentelor în cadrul unei întreprinderi pentru a se asigura că produsul alimentar este sigur pentru consum”. În unele țări, FSMS este o cerință legală, care obligă toate întreprinderile de producție alimentară să utilizeze și să mențină un sistem FSMS bazat pe principiile HACCP (Hazard Analysis Critical Control Point) ale analizei pericolelor si punctelor critice de control. HACCP este un sistem de management care abordează siguranța alimentară prin analiza și controlul pericolelor biologice, chimice și fizice în toate etapele lanțului de aprovizionare cu alimente. Standardul ISO 22000 specifică cerințele pentru FSMS.

## Tehnologii emergente
Următoarele tehnologii, care continuă să evolueze, au contribuit la inovarea și progresul practicilor de inginerie alimentară:

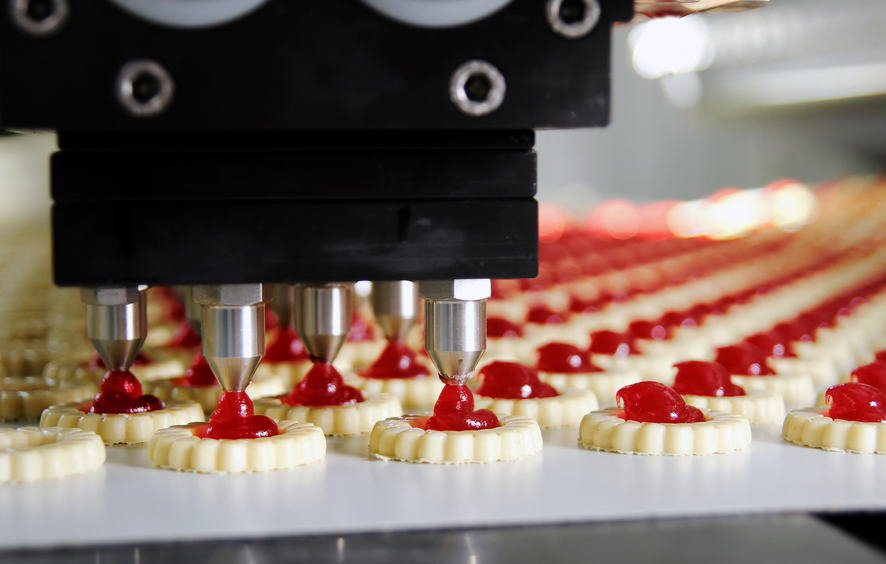
Producerea automatizată a fursecurilor

### Imprimarea tridimensională a alimentelor
Imprimarea tridimensională (3D), cunoscută și sub numele de producție aditivă, este procesul de utilizare a fișierelor digitale pentru a crea obiecte tridimensionale. În industria alimentară, imprimarea 3D a alimentelor este utilizată pentru prelucrarea straturilor de alimente folosind echipamente informatice. Procesul de imprimare 3D este lent, dar se îmbunătățește în timp, cu scopul de a reduce costurile și timpii de procesare. Unele dintre alimentele de succes care au fost imprimate prin tehnologia 3D sunt: ciocolata, brânză, glazură de prăjitură, curcan, pizza, țelină, printre altele. Această tehnologie se îmbunătățește continuu și are potențialul de a furniza alimente rentabile, eficiente din punct de vedere energetic, care îndeplinesc stabilitatea nutrițională, siguranța și varietatea.

### Biosenzori
Biosenzorii pot fi utilizați pentru controlul calității în laboratoare și în diferite etape ale procesării alimentelor. Tehnologia biosenzorilor este una dintre modalitățile prin care fermierii și procesatorii de alimente s-au adaptat la creșterea cererii de alimente la nivel mondial, menținându-și în același timp producția și calitatea alimentelor la un nivel ridicat. În plus, deoarece milioane de oameni sunt afectați de boli de origine alimentară cauzate de bacterii și viruși, biosenzorii devin un instrument important pentru a asigura siguranța alimentelor. Ei ajută la monitorizarea și analiza calității alimentelor în timpul mai multor etape ale lanțului de aprovizionare: în procesarea, transportul și comercializarea alimentelor. Biosenzorii pot ajuta, de asemenea, la detectarea organismelor modificate genetic (OMG), pentru a contribui la reglementarea produselor modificate genetic. Odată cu progresul tehnologiilor, cum ar fi nanotehnologia, calitatea și utilizările biosenzorilor sunt îmbunătățite constant.

### Pasteurizarea laptelui cu microunde
Atunci când condițiile de depozitare a laptelui sunt controlate, laptele tinde să aibă o aromă foarte bună. Cu toate acestea, aroma de oxidat este o problemă care afectează în mod negativ gustul și siguranța laptelui. Pentru a preveni dezvoltarea bacteriilor patogene și a prelungi durata de valabilitate a laptelui, au fost dezvoltate procese de pasteurizare. Laptele pasteurizat la microunde a fost studiat și dezvoltat pentru a preveni oxidarea în comparație cu metodele tradiționale de pasteurizare a laptelui și s-a ajuns la concluzia că laptele are o calitate mai bună atunci când este pasteurizat cu microunde.

## Educație și instruire

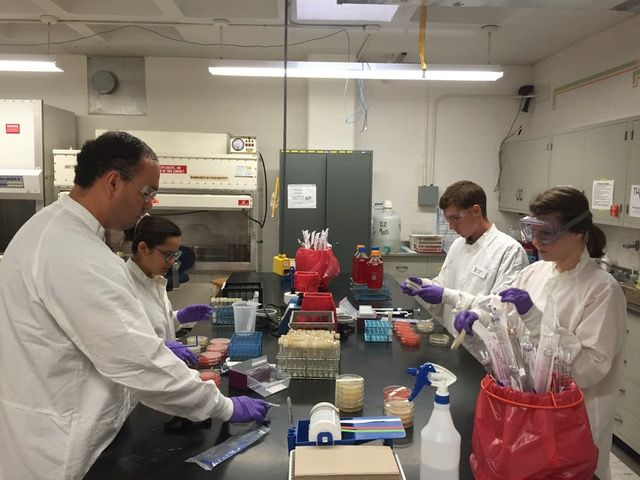
Studenți care lucrează într-un laborator de științe alimentare

În anii 1950, ingineria alimentară a apărut ca disciplină academică, când mai multe universități din SUA au inclus știința și tehnologia alimentară în programele lor de studii și au apărut lucrări importante privind ingineria alimentară. În prezent, instituțiile de învățământ din întreaga lume oferă diplome de licență, masterat și doctorat în inginerie alimentară. Cu toate acestea, datorită caracterului unic al ingineriei produselor alimentare, formarea sa este mai des oferită ca ramură a unor programe mai largi în domeniul științei alimentare, tehnologiei alimentare, biotehnologiei sau ingineriei agricole și chimice. În alte cazuri, instituțiile oferă educație în domeniul ingineriei produselor alimentare prin cursuri alternative, specializări sau ca disciplină secundară. Candidații la ingineria produselor alimentare primesc pregătire multidisciplinară în domenii precum matematică, chimie, biochimie, fizică, microbiologie, nutriție și drept.
Ingineria produselor alimentare este încă în creștere și dezvoltare ca domeniu de studiu, iar programele academice continuă să evolueze. Programele viitoare de inginerie alimentară sunt supuse schimbărilor datorită provocărilor actuale din industria alimentară, inclusiv bioeconomia, securitatea alimentară, creșterea populației, siguranța alimentară, schimbarea comportamentului alimentar, globalizarea, schimbările climatice, costul energiei și schimbarea lanțului valoric, prețurile combustibililor fosili și durabilitatea. Pentru a aborda aceste provocări, care necesită dezvoltarea de noi produse, servicii și procese, programele academice încorporează forme inovatoare și practice de formare. De exemplu, unele universități adoptă laboratoare de inovare, programe de cercetare și proiecte cu companii alimentare și producători de echipamente. În plus, apar concursuri de inginerie alimentară și concursuri din alte discipline științifice.
Având în vedere cererea tot mai mare de alimente sigure, durabile și sănătoase, precum și de procese și ambalaje ecologice, există o piață mare de muncă pentru potențialii angajați din domeniul ingineriei alimentare. Inginerii de industrie alimentară sunt de obicei angajați de industria alimentară, mediul academic, agențiile guvernamentale, centrele de cercetare, firmele de consultanță, companiile farmaceutice, firmele de asistență medicală și proiecte antreprenoriale. Descrierile posturilor includ, dar nu se limitează la inginer în domeniul alimentar, microbiolog în domeniul alimentar, bioinginerie/biotehnologie, nutriție, trasabilitate, siguranța alimentară și managementul calității.

## Provocări

### Sustenabilitate
Ingineria produselor alimentare are un impact negativ asupra mediului, cum ar fi emisiile de cantități mari de deșeuri și poluarea apei și a aerului, care trebuie abordate de inginerii în domeniul alimentar în dezvoltarea viitoare a operațiunilor de producție și prelucrare a alimentelor. Oamenii de știință și inginerii experimentează în moduri diferite pentru a crea procese îmbunătățite care reduc poluarea, dar acestea trebuie să fie îmbunătățite în continuare pentru a realiza un lanț de aprovizionare alimentar durabil. Inginerii în domeniul alimentar trebuie să reevalueze practicile și tehnologiile actuale pentru a se concentra pe creșterea productivității și eficienței, reducând în același timp consumul de apă, energie și cantitatea de deșeuri produse.

### Creșterea populației
Chiar dacă aprovizionarea cu alimente se extinde anual, a crescut și numărul persoanelor înfometate. Se preconizează că populația lumii va ajunge la 9-10 miliarde de oameni până în 2050, iar problema malnutriției rămâne o prioritate. Pentru a atinge securitatea alimentară, inginerii în domeniul alimentar trebuie să abordeze problema lipsei de terenuri și de apă pentru a asigura o creștere suficientă și hrană pentru persoanele subnutrite. În plus, producția de alimente depinde de terenuri și aprovizionarea cu apă, care sunt supuse unor presiuni pe măsură ce populația crește. Există o presiune din ce în ce mai mare asupra resurselor funciare determinată de creșterea populației, ceea ce duce la extinderea terenurilor cultivate; aceasta implică de obicei distrugerea pădurilor și exploatarea terenurilor arabile. Inginerii în domeniul alimentar se confruntă cu provocarea de a găsi modalități durabile de a produce pentru a se adapta la creșterea populației.

### Sănătatea umană
Inginerii în domeniul alimentar trebuie să adapteze tehnologiile și operațiunile alimentare la tendința recentă a consumatorilor de a consuma alimente sănătoase și nutritive. Pentru a furniza alimente cu aceste calități și în beneficiul sănătății umane, inginerii în domeniul alimentar trebuie să lucreze în colaborare cu profesioniști din alte domenii, cum ar fi medicină, biochimie, chimie și consumerism. Trebuie dezvoltate noi tehnologii și practici pentru a crește producția de alimente care au un impact pozitiv asupra sănătății umane.